# خورخي رودريغيز (سياسي)
خورخي رودريغيز (بالإسبانية: Jorge Rodríguez)‏ (9 نوفمبر 1965 في باركيسيميتو - )؛ سياسي، وطبيب نفسي فنزويلي، يشغل منذ سبتمبر العام 2018، منصب وزير الإعلام الفنزويلي.